# Gryllopsis crassipes
Gryllopsis crassipes är en insektsart som beskrevs av Lucien Chopard 1938. Gryllopsis crassipes ingår i släktet Gryllopsis och familjen syrsor. Inga underarter finns listade i Catalogue of Life.